# Божев
Божев (фр. Bogève) насеље је и општина у источној Француској у региону Рона-Алпи, у департману Горња Савоја која припада префектури Тонон ле Бен.
По подацима из 2011. године у општини је живело 1.064 становника, а густина насељености је износила 152,0 становника/km². Општина се простире на површини од 7 km². Налази се на средњој надморској висини од 927 метара (максималној 1.313 m, а минималној 833 m).

## Демографија
| 1962. | 1968. | 1975. | 1982. | 1990. | 1999. | 2011. |
| ----- | ----- | ----- | ----- | ----- | ----- | ----- |
| 416   | 423   | 454   | 490   | 675   | 830   | 1.064 |

График промене броја становника у току последњих година